# Bursztynowy Ołtarz Ojczyzny w bazylice św. Brygidy w Gdańsku

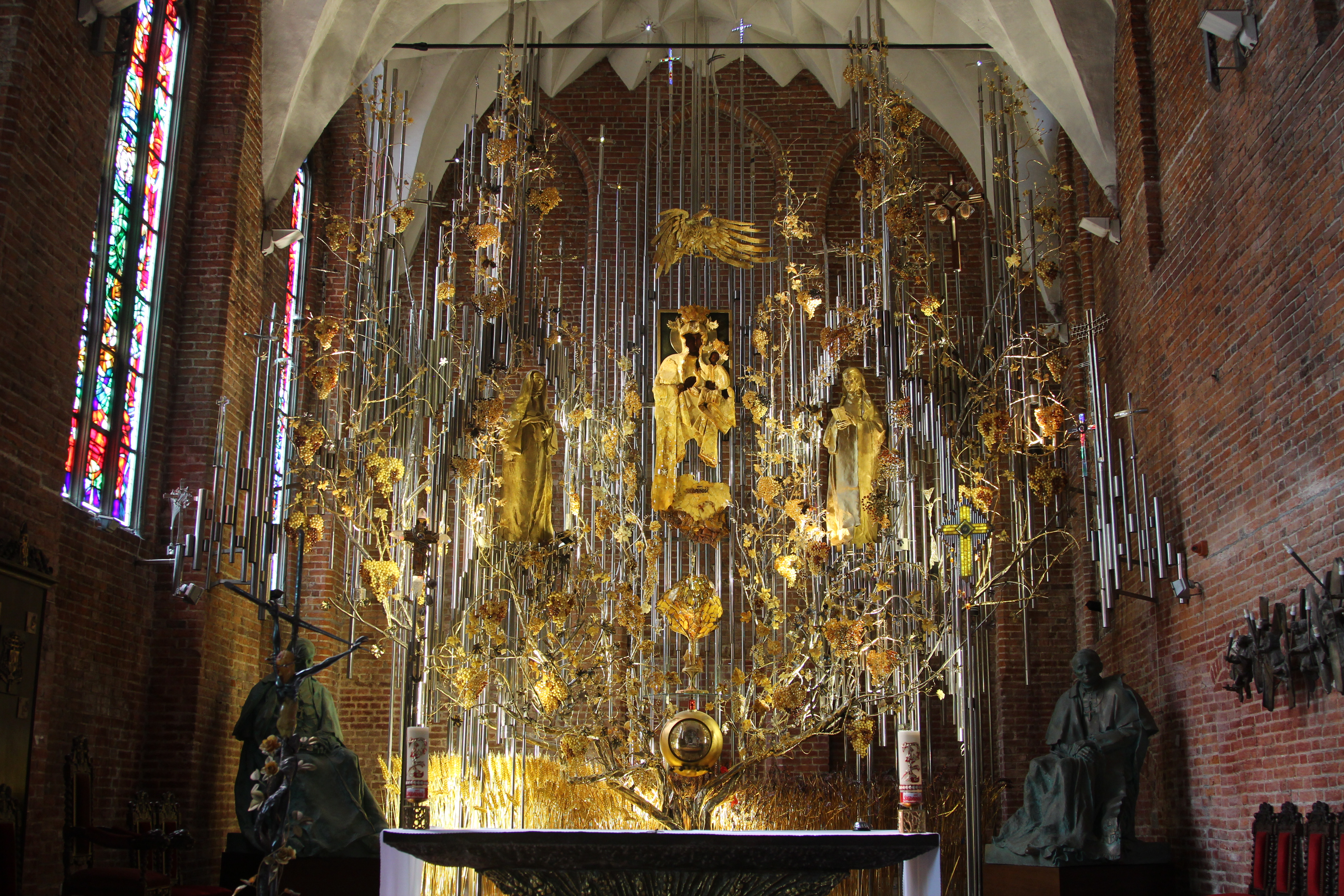
Bursztynowy ołtarz

Bursztynowy Ołtarz Ojczyzny w bazylice św. Brygidy w Gdańsku – ołtarz główny bazyliki św. Brygidy w Gdańsku wykonany w dużej mierze z bursztynu. Tworzony od roku 2000 z inicjatywy ówczesnego proboszcza parafii św. Brygidy księdza Henryka Jankowskiego wg projektu autorstwa profesora Stanisława Radwańskiego. Głównym wykonawcą bursztynowych elementów jest Mariusz Drapikowski. Jest to największy obiekt wykonany z bursztynu na świecie, trzy razy większy od Bursztynowej Komnaty.
Półkolista nastawa ołtarza ma około 120 m² powierzchni, 10 metrów szerokości i przeszło 12 m wysokości, sięga do sklepienia prezbiterium. Poszczególne elementy wystroju ołtarza (nastawy) mocowane są do rusztowania złożonego ze stalowych, pionowych rur. W centrum, nad tabernakulum, znajduje się obraz „Matka Boża – opiekunka ludzi pracy“ pędzla księdza Franciszka Znanieckiego z początku lat 70 XX w., będący kopią ikony Matki Boskiej Częstochowskiej. Obraz ten powstał jako reakcja na śmierć robotników w czasie wydarzeń grudniowych 1970 r. Ozdobiony jest sukienką (400 cm długości, szerokości do 90 cm, na jej wykonanie pozyskano prawie 44 kg surowca) projektu S. Radwańskiego wykonaną z białych odmian bursztynu przez bursztynników Mariusza Drapikowskiego, Alicję Plutę oraz Jakuba Kukurykę. Głowa Matki Bożej i Jezusa przykryte są koronami z bursztynu (ufundowanymi przez Lecha i Danutę Wałęsów), które poświęcił w roku 2000 papież Jan Paweł II. W koronach tych osadzono 28 rubinów, które symbolizują 28 zabitych ofiar wydarzeń grudniowych 1970 r. Na pewnej wysokości nad obiema postaciami znajduje się bursztynowy orzeł w koronie, zaś bezpośrednio poniżej sukienki umieszczono wykonaną z różnych odmian kolorystycznych bursztynu mapę konturową Polski z napisem Solidarność. Jeszcze niżej, nad tabernakulum, zamontowano wielką monstrancję wysokości 174 cm i wykonaną z 30 kg bursztynu. Jej autorem jest M. Drapikowski, a powstała w roku 2000, jeszcze przed koncepcją budowy ołtarza.  
Po obu bokach kompozycji centralnej zamontowano odlane z brązu figury dwóch świętych z zakonu Brygidek: Brygidy i Elżbiety Hesselblad. Są one dziełem Stanisława Radwańskiego, podobnie jak brązowe figury siedzących Jana Pawła II i kardynała Wyszyńskiego, które jednak nie są wmontowane w nastawę lecz ustawione na posadzce prezbiterium po obu bokach nastawy. W bocznych partiach nastawy umieszczono dwa bursztynowe krzyże relikwiarzowe: z jednej strony ołtarza  z relikwiami Jerzego Popiełuszki, a z drugiej Jana Pawła II. Z kolei na zwieńczeniach niektórych rur rusztowania nastawy zamontowano krzyże upamiętniające wydarzenia z dziejów Polski, w tym pomniejszone wersje krzyży Pomnika Ofiar Czerwca 1956 oraz Pomnika Poległych Stoczniowców 1970. Nastawa pokryta jest wyrzeźbionymi z bursztynu pędami winorośli, a wzdłuż całej jej podstawy znajduje się kompozycja przedstawiająca łan zboża, również wykonany z jantaru. Te ornamenty roślinne są dziełem głównie Leszka Jerzego Sobiecha, ale część z nich wykonali Iwona Pomoryn i Mariusz Drapikowski. Oprócz bursztynu (do schyłku 2021 r. na ich wykonanie zużyto przeszło 800 kg tego surowca) wykorzystano przy ich tworzeniu elementy ze srebra oraz pozłacanej miedzi.
Ołtarz zaprojektowano w roku 2000, a prace budowlane zaczęły się w 2001 r., choć później nastąpiło zahamowanie prac na okres kilku lat. Po wykonaniu rusztowania stopniowo, w miarę pozyskiwania surowca i pieniędzy rzeźbi się i montuje kolejne elementy. Do końca lata 2010 r. zamontowane były wszystkie cztery figury z brązu, tabernakulum, obraz Matki Bożej wraz z sukienką oraz orzeł. Prace nad ołtarzem ruszyły ponownie dzięki zaangażowaniu arcybiskupa Głódzia. W 2014 r. wkomponowano bursztynową monstrancję, a w 2015 r. zmodyfikowano projekt całości m.in. przez uwzględnienie łanu zbożowego i winorośli. 16 XII 2017 r. odbyło się uroczyste poświęcenie ołtarza, mszę koncelebrował ówczesny nuncjusz apostolski Salvatore Pennacchio i arcybiskup Sławoj Leszek Głódź w obecności m.in. prezydenta Polski Andrzeja Dudy. Na schyłek 2021 r. szacowano, że gotowa jest połowa całej planowanej powierzchni ołtarza, a wagę bursztynu niezbędnego do ukończenia reszty określano na ok. 850 kg. Elementy bursztynowe ołtarza wykonano z odmiany bałtyckiej, a surowiec pozyskuje się z darów.